# Thalatha accreta
Thalatha accreta är en fjärilsart som beskrevs av W. Warren 1913. Thalatha accreta ingår i släktet Thalatha och familjen nattflyn. Inga underarter finns listade i Catalogue of Life.